# کریستینه آلکسانیان
کریستینه آلکسانیان (ارمنی: Քրիստինե Ալեքսանյան؛ زادهٔ ۲۵ مارس ۱۹۸۹) بازیکن فوتبال در پست هافبک اهل ارمنستان است.

## باشگاهی
از باشگاه‌هایی که در آن بازی کرده است می‌توان به Zhytlobud-1 اشاره کرد.

## تیم ملی
وی همچنین در تیم ملی فوتبال زنان ارمنستان بازی کرده است. آلکسانیان نخستین بازی ملی خود در چهارچوب مقدماتی جام جهانی فوتبال زنان ۲۰۱۱ در تاریخ ۱۹ سپتامبر ۲۰۰۹ در ایروان در مقابل فنلاند انجام داده است.